# Julien Canal
Julien Canal, född den 15 juli 1982 i Le Mans, är en fransk racerförare.